# امارت ماوراء اردن
امارت ماوراء اردن (به عربی: إمارة شرق الأردن)، یک تحت‌الحمایه بریتانیا بود که در سال ۱۹۲۱ تأسیس گردید. خاندان هاشمی بر این کشور همانند کشور همسایه یعنی عراق، حکومت می‌کرد.
این کشور به شکل رسمی زیر سلطه قیمومت بریتانیا بر فلسطین بود ولی عملاً سیستم کاملاً مجزایی داشت. در سال ۱۹۴۶ این کشور کاملاً مستقل گردید و به امارت اردن هاشمی تغییر نام داد.

## تاریخچه
در دوران امپراتوری عثمانی، امارت ماوراء اردن، مرتبط با هیچ گونه تقسیم‌بندی سیاسی، تاریخی و فرهنگی نبود و بیشتر آن تحت نام ولایت سوریه اداره می‌شد اما پیوند زبانی، مذهبی و فرهنگی قوی ای بین ساکنان بخش شرقی و غربی رود اردن برقرار بود.
در طی جنگ جهانی اول و شورش اعراب علیه عثمانی، بخش عمده‌ای از جنگ جویان از این منطقه بودند. با پیروزی این شورش‌ها که به از هم گسیختگی امپراتوری عثمانی انجامید امارت ماوراء اردن، تحت قیومیت بریتانیا ایجاد گردید.